# Krzyżanów (powiat kutnowski)
Krzyżanów – wieś w Polsce położona w województwie łódzkim, w powiecie kutnowskim, w gminie Krzyżanów.
Miejscowość jest siedzibą gminy Krzyżanów. Do 1954 roku miejscowość była siedzibą gminy Krzyżanówek. W latach 1954–1972 wieś należała i była siedzibą władz gromady Krzyżanów. W latach 1975–1998 miejscowość należała administracyjnie do województwa płockiego.

## Zabytki
Według rejestru zabytków Narodowego Instytutu Dziedzictwa na listę zabytków wpisany jest obiekt:
- dwór, 2 poł. XIX w., nr rej.: 592 z 20.06.1988